# Johan Gabriel Collin (läkare)
Johan Gabriel Collin, född 6 april 1794 i Stockholm, död 23 september 1879 i Norrköping, var en svensk läkare och skriftställare. Han var son till instrumentmakaren Gabriel Collin och Maria Sofia Enhörning. Modern var en yngre halvsyster till medaljgravören Carl Enhörning.

## Biografi
Collin blev student 1812 samt fick 1813 anställning först som extra läkare och sedan som bataljonsläkare vid den mot Norge sammandragna reservarmén. Efter återkomsten till hemlandet antogs han till elev vid Karolinska institutet och undergick 1818 mediko-filosofisk examen, men tvangs av ekonomiska skäl att inskränka sig till den kirurgiska kursen och utexaminerades 1820 som kirurgie magister. Han anställdes kort därefter som läkare i Mariefred samt utnämndes 1828 till lasarettsläkare och stadskirurg i Norrköping, vilka befattningar han dock lämnade 1834. År 1831 erhöll han professors namn, och 1845 utsågs han av medicinska fakulteten i Uppsala till medicine hedersdoktor. År 1847 blev han ledamot av Vetenskapsakademien. 
Av hans många medicinska originalskrifter och översättningar kan nämnas Allmän husläkare (1858–59) och Afhandlingar om barns sjukdomar (1841–51) samt "Om menniskans temperamenter" (1822) och "Speciel therapi", av August Gottlieb Richter (1824–34). Han var även verksam som historisk författare. De första delarna av "Biografiskt lexikon, ny följd", innehåller en mängd artiklar av hans hand, och 1861–62 utgav han i två band Lefnadsteckningar öfver de utmärktare personerna under kriget emot Ryssland åren 1808 och 1809.